# 伊圖薩因戈縣

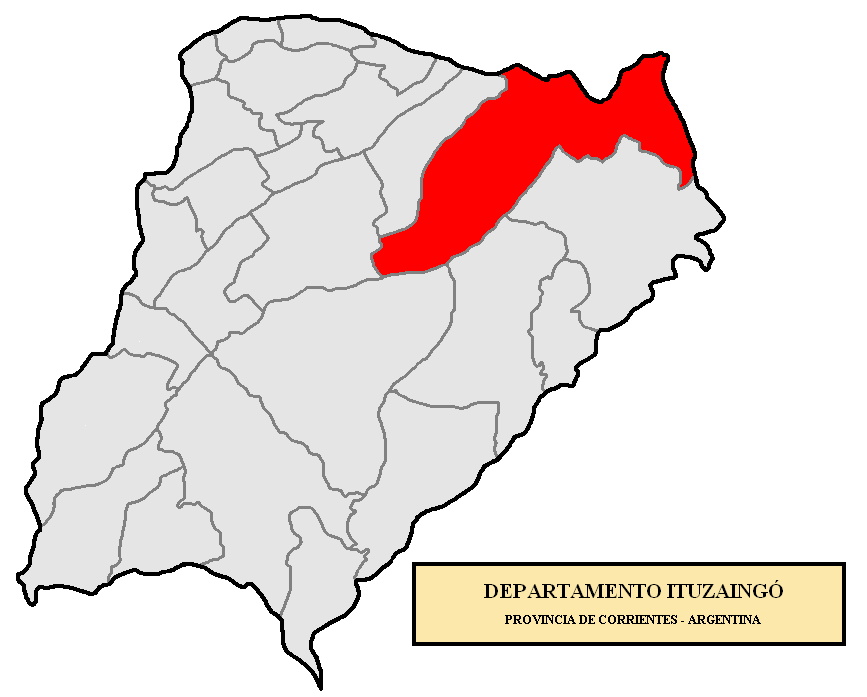

27°36′S 56°40′W / 27.600°S 56.667°W
伊圖薩因戈縣（西班牙語：Departamento Ituzaingó），是阿根廷的縣份，位於該國北部科連特斯省，首府設於伊圖薩因戈，面積8,613平方公里，2010年人口31,150，人口密度每平方公里3.62人。